# 訃報 2016年11月
訃報 2016年11月（ふほう 2016ねん11がつ）では、2016年11月に物故した、又は物故が報じられた人物についてまとめる。

## (1日 - 15日)

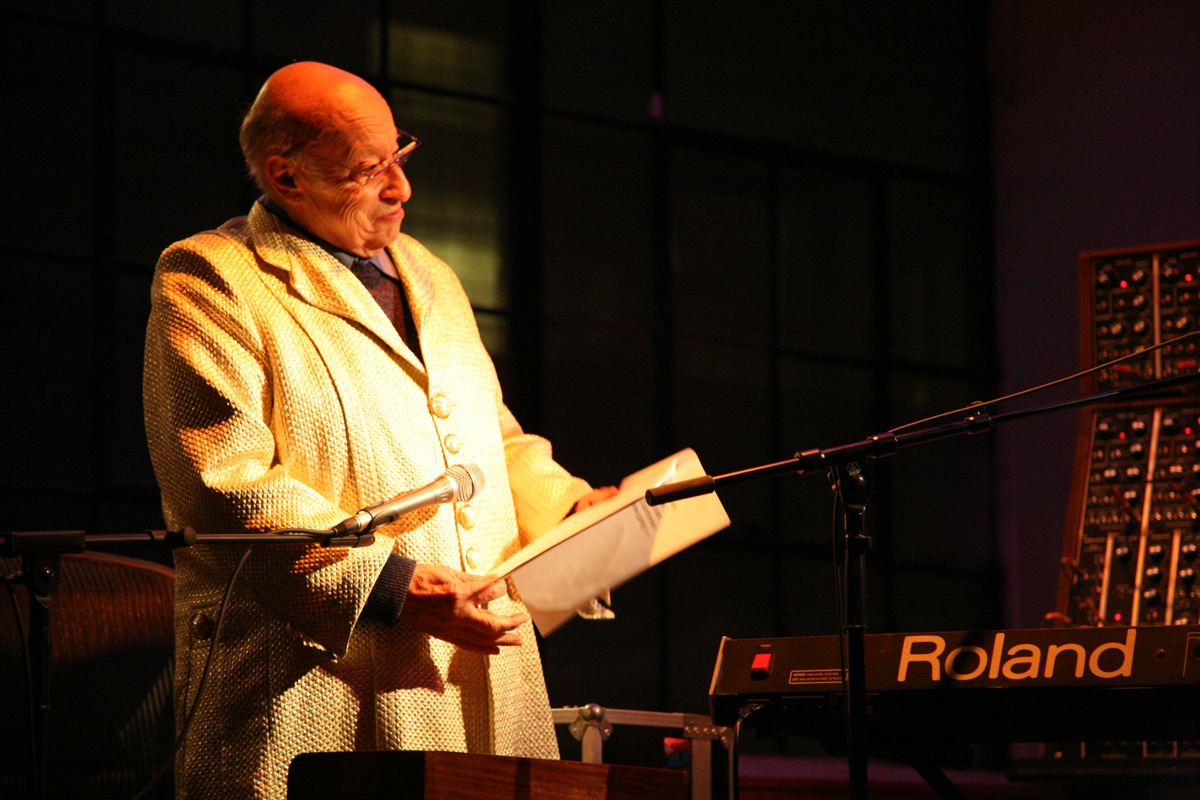
ジャン＝ジャック・ペリー／11月4日没

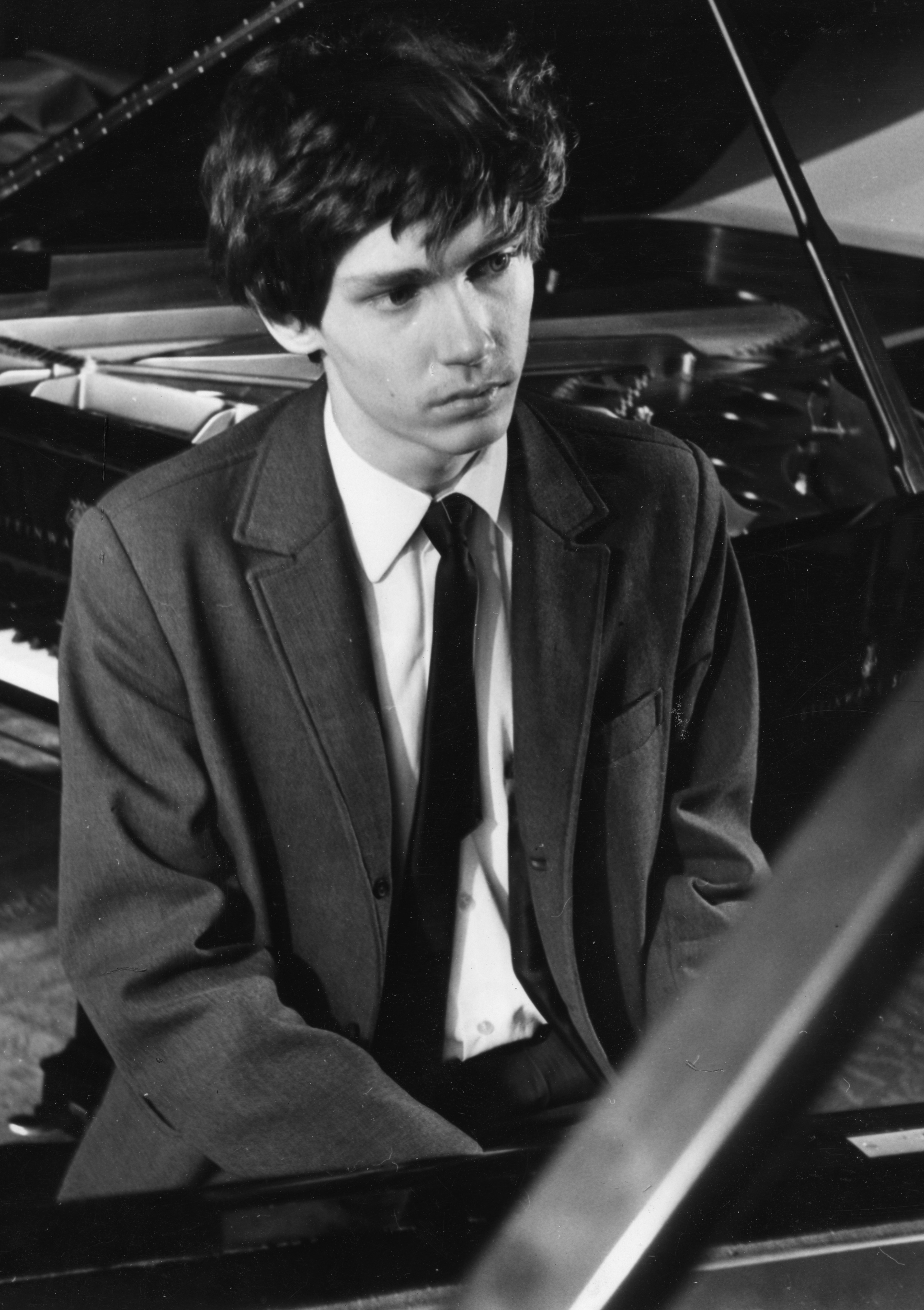
コチシュ・ゾルターン／11月6日没

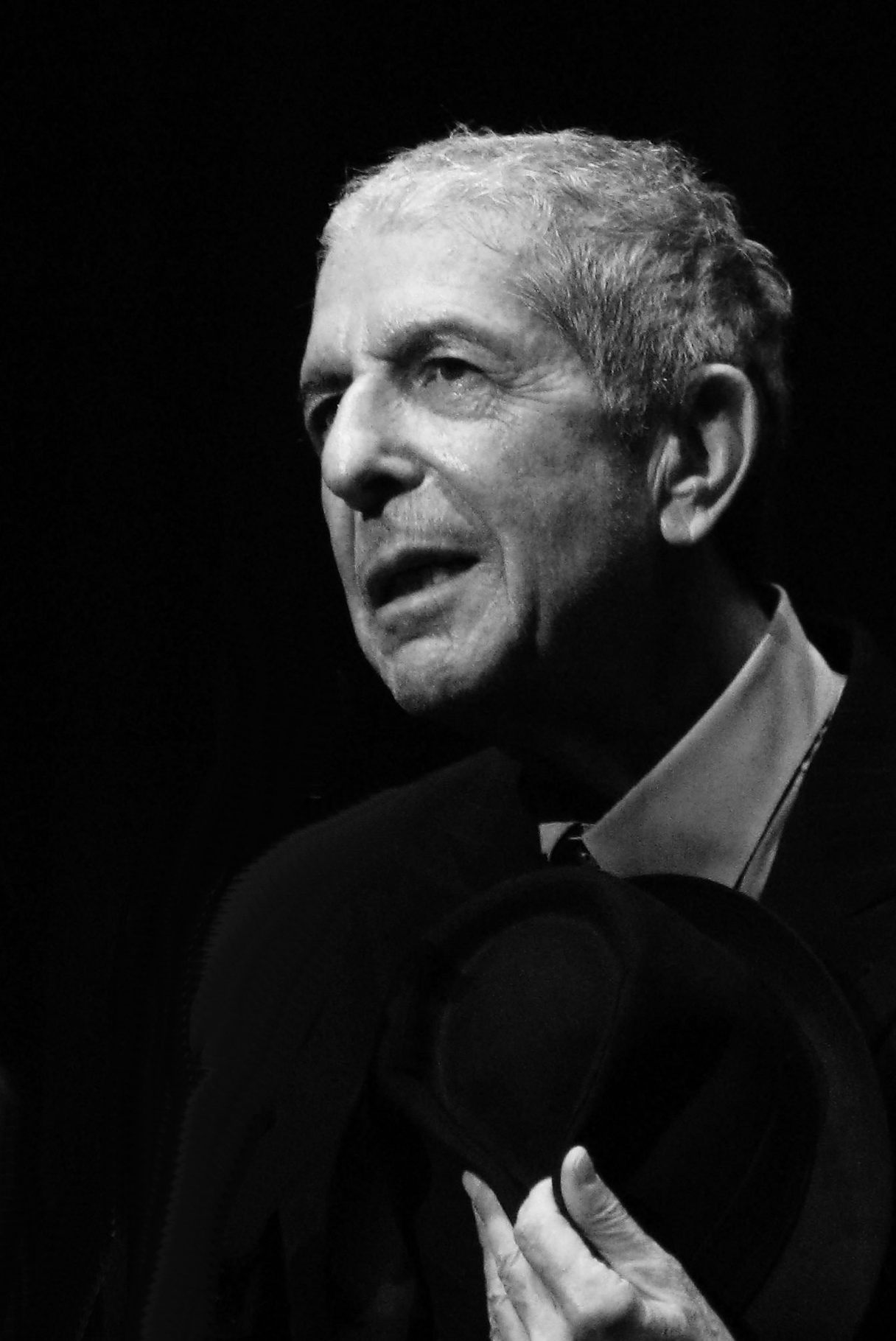
レナード・コーエン／11月7日没

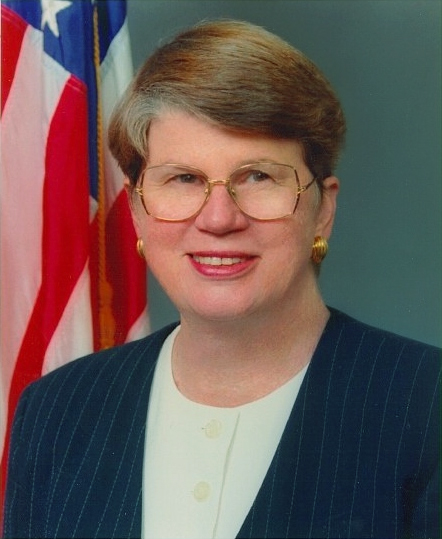
ジャネット・レノ／11月7日没

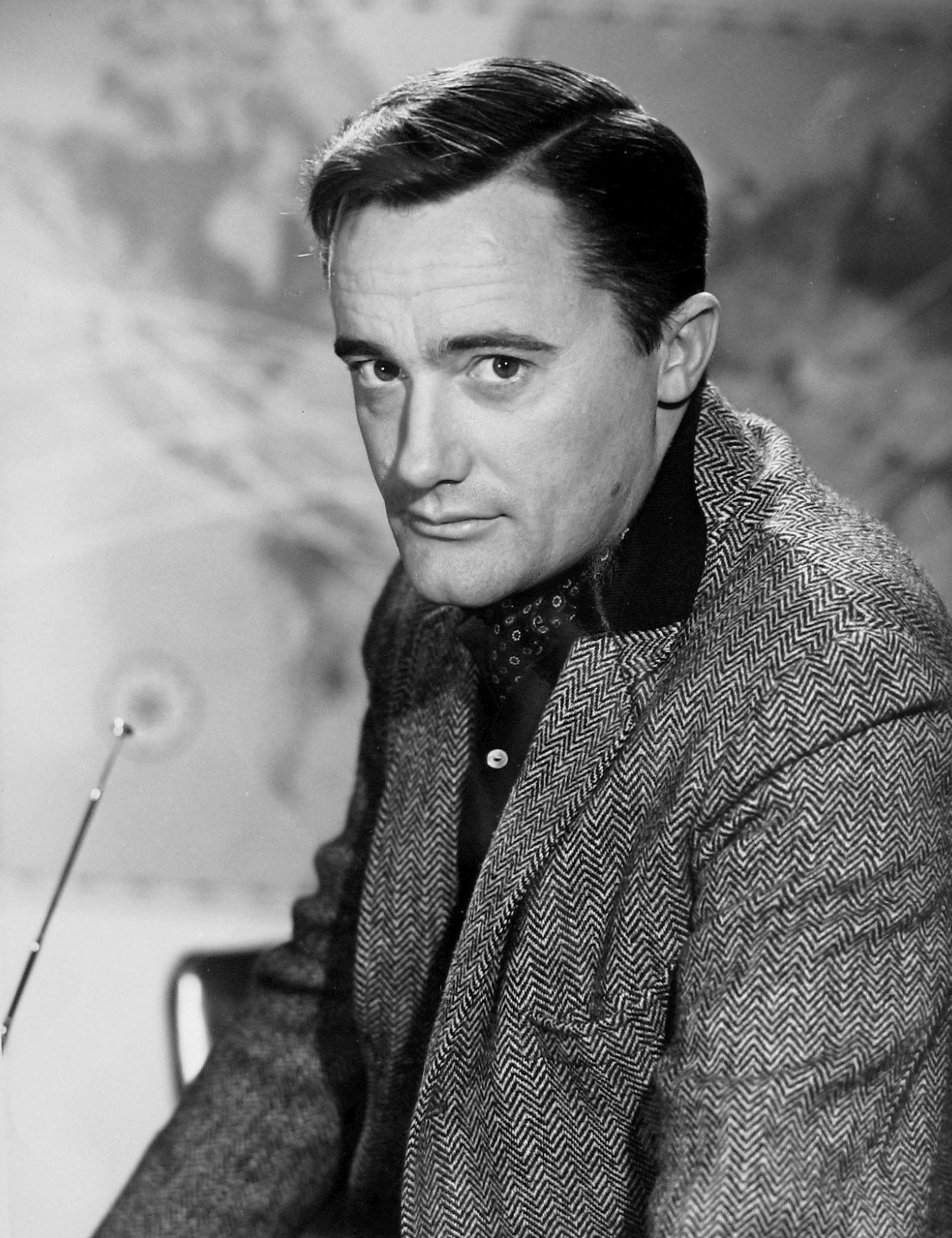
ロバート・ヴォーン／11月11日没

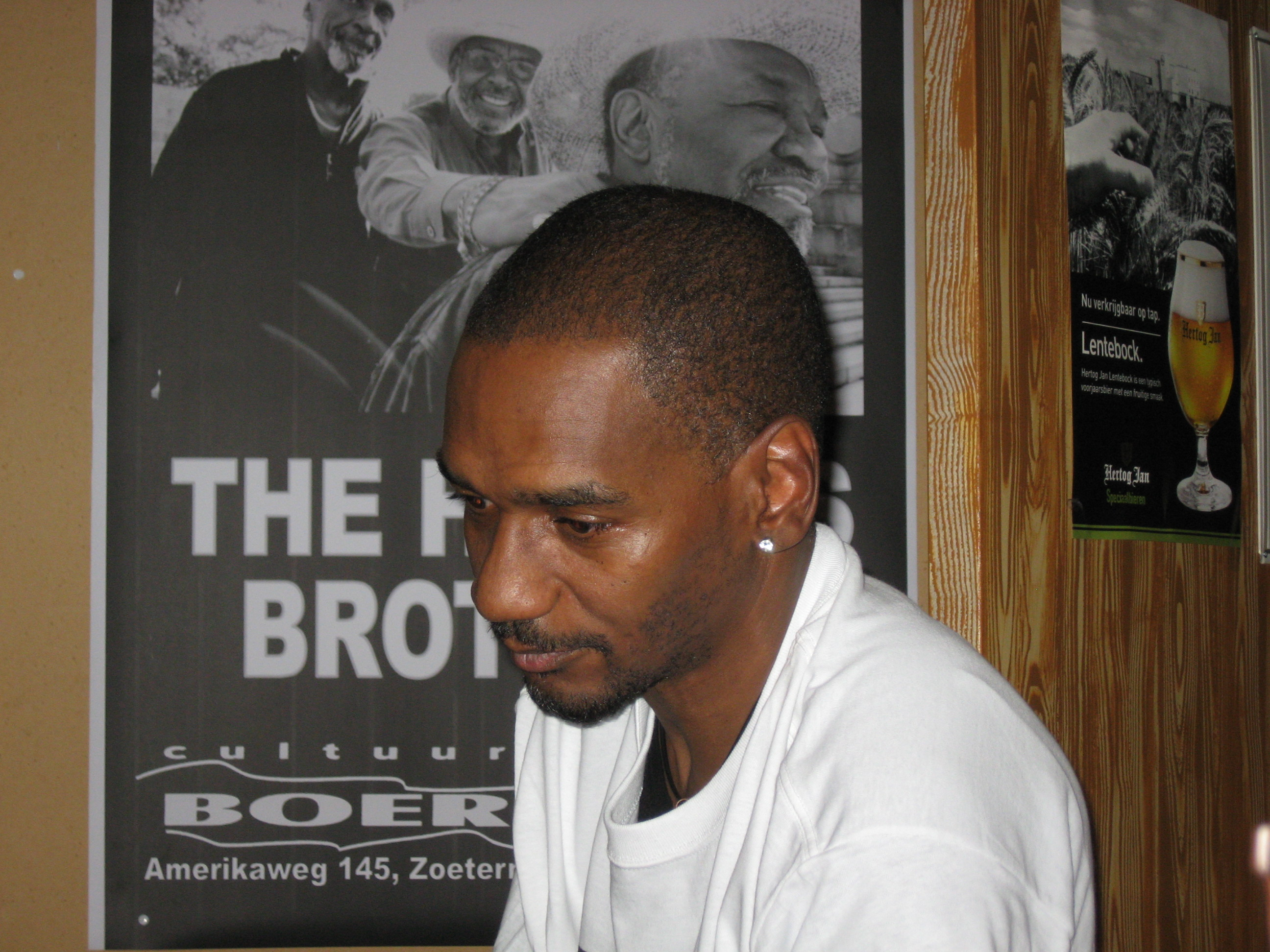
ヴィクター・ベイリー／11月11日没

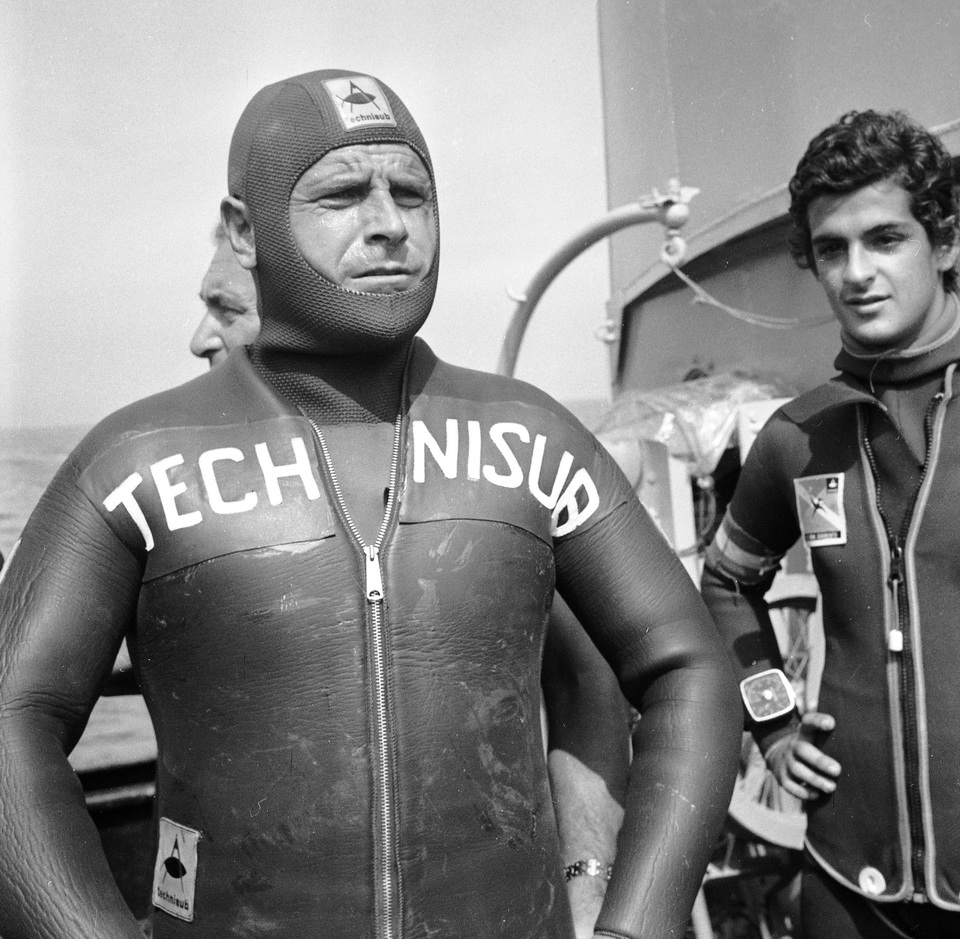
エンゾ・マイオルカ（左）／11月13日没

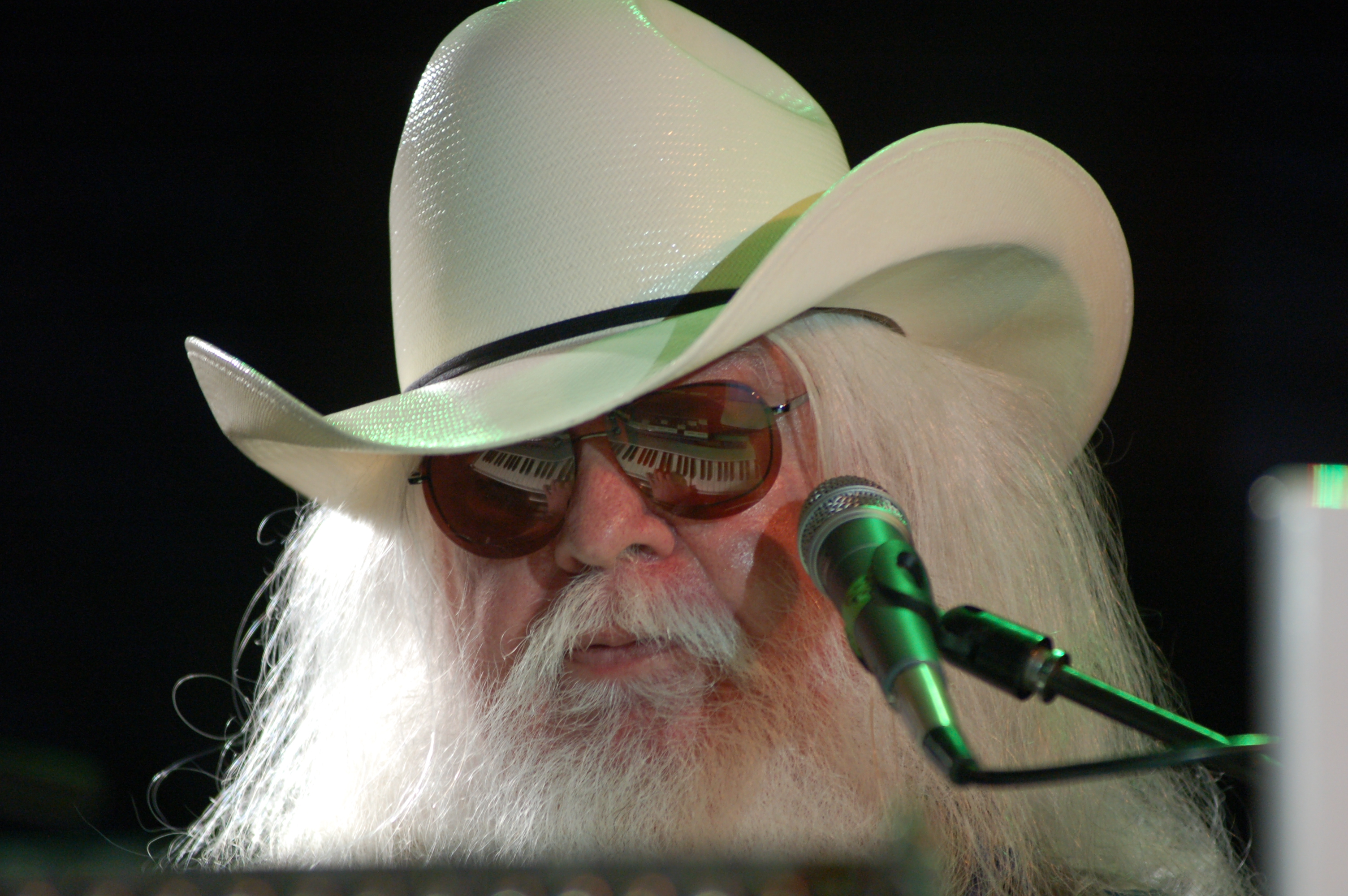
レオン・ラッセル／11月13日没

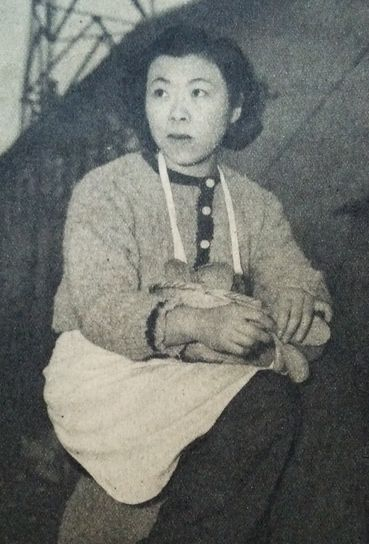
藤原てい／11月15日没

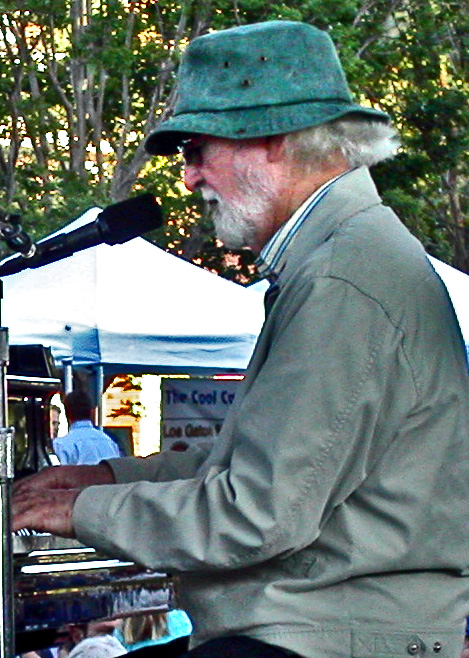
モーズ・アリソン／11月15日没

- 11月1日 - 片岡真太郎、日本の洋画家（* 1926年）[1]
- 11月1日 - 二上達也、日本の将棋棋士（九段）、元棋聖、日本将棋連盟元会長（* 1932年）[2]
- 11月1日 - バップ・ケネディ（英語版）、アイルランドのシンガー・ソングライター（* 1962年）[3]
- 11月2日 - 木村孝、日本の染織研究家、随筆家（* 1920年）[4]
- 11月2日 - オレグ・ポポフ（英語版）、旧ソ連のサーカス芸術家、ピエロ（* 1930年）[5]
- 11月3日 - 渡辺恒久、日本の実業家、昭光通商元社長（* 1925年）[6]
- 11月3日 - 佐藤良一、日本の元プロ野球選手【近鉄バファローズ所属】（* 1934年）[7]
- 11月3日 - 香川正人、日本のプロ野球選手【近鉄バファローズ・横浜大洋ホエールズ所属】（* 1954年）[8]
- 11月4日 - 山崎達郎、日本のバーテンダー（* 1920年）[9]
- 11月4日 - 夏秋幹、日本の実業家、元三重テレビ放送社長（* 1926年?）[10]
- 11月4日 - ジャン＝ジャック・ペリー、フランスの音楽家（* 1929年）[11]
- 11月4日 - 吉永春子、日本のテレビディレクター（* 1931年）[12]
- 11月4日 - 新田篤実、日本の政治家、元広島県議会議長（* 1932年?）[13]
- 11月5日 - 川又敏雄、日本の政治家、元茨城県勝田市長（* 1923年）[14]
- 11月5日 - 畠中道雄、日本の経済学者、大阪大学名誉教授（* 1926年）[15]
- 11月5日 - 増田義郎、日本の文化人類学者、ラテンアメリカ歴史学者、東京大学名誉教授（* 1928年）[16]
- 11月5日 - 須藤正彦、日本の弁護士、元最高裁判所判事（* 1942年）[17]
- 11月6日 - 土井仙吉、日本の地理学者、福岡教育大学名誉教授（* 1922年）[18]
- 11月6日 - 北林照助、日本の政治家、元秋田県議会議長（* 1928年）[19]
- 11月6日 - 森本達雄、日本のインド学者、名城大学名誉教授（* 1928年）[20]
- 11月6日 - 阪埜光男、日本の法学者、慶應義塾大学名誉教授（* 1932年）[21]
- 11月6日 - 南敬介、日本の実業家、東京建物特別顧問、元社長・会長（* 1936年）[22]
- 11月6日 - コチシュ・ゾルターン、ハンガリーのピアニスト・指揮者・作曲家（* 1952年）[23][24]
- 11月7日 - 安部和寿、日本の実業家、元近畿日本ツーリスト社長（* 1927年?）[25]
- 11月7日 - 平多武於、日本の実業家、前全日本児童舞踊協会会長（* 1930年）[26]
- 11月7日 - レナード・コーエン、カナダのシンガーソングライター、詩人、小説家（* 1934年）[27]
- 11月7日 - ジャネット・レノ、アメリカ合衆国の政治家、検察官、弁護士、第78代司法長官（* 1938年）[28]
- 11月7日 - 高桑美子、日本の英文学者、津田塾大学名誉教授（* 1941年）[29]
- 11月7日 - 荒戸源次郎、日本の映画プロデューサー、映画監督（* 1946年）[30][31]
- 11月8日 - ラウール・クタール、フランスの撮影監督、映画監督（* 1924年）[32]
- 11月8日 - 李鐘旿（朝鮮語版）、北朝鮮の作曲家、人民芸術家（* 1943年）[33]
- 11月8日 - 樫村千秋、日本の政治家、元茨城県日立市長（* 1944年）[34]
- 11月9日 - 小野愼一、日本の政治家、元青森県風間浦村長（* 1927年?）[35]
- 11月9日 - 石黒修、日本のテニス選手（* 1936年）[36]
- 11月9日 - 石垣正夫、日本の政治家、岡山県新見市長（* 1941年）[37]
- 11月9日 - 長谷川浩之、日本の実業家、エッチ・ケー・エス社長（* 1946年）[38]
- 11月10日 - 内須川洸、日本の心理学者、筑波大学名誉教授（* 1928年）[39]
- 11月10日 - 大森義弘、日本の実業家、元JR北海道社長（* 1929年）[40]
- 11月10日 - 中原正純、日本の政治家、元長野県駒ヶ根市長（* 1940年）[41]
- 11月11日 - 梁取清助、日本の実業家、元新潟放送社長（* 1920年?）[42]
- 11月11日 - ロバート・ヴォーン、アメリカ合衆国の俳優（* 1932年）[43]
- 11月11日 - 2代目英太郎、日本の新派俳優（* 1935年）[44]
- 11月11日 - 飯島春美、日本の実業家、日本書道美術院会長、書芸文化院理事長（* 1936年）[45]
- 11月11日 - りりィ、日本のシンガー・ソングライター、女優（* 1952年）[46]
- 11月11日 - ヴィクター・ベイリー、アメリカ合衆国のベーシスト（* 1960年）[47]
- 11月12日 - 戸田稔、日本の政治家、元徳島県鴨島町長（* 1925年）[48]
- 11月12日 - 野呂妙子、日本の声楽家（* 1930年?）[49]
- 11月12日 - 長瀧重信、日本の医学者、長崎大学名誉教授（* 1932年）[50]
- 11月13日 - 大池裕、日本の農協職員、元全国農業協同組合連合会会長（* 1928年）[51]
- 11月13日 - 佐藤寿々江、日本の彩色家 （* 1928年）[52]
- 11月13日 - 藤井潤、日本の医学者、朝日生命成人病研究所名誉所長（* 1928年）[53]
- 11月13日 - 中川博司、日本の政治家、前徳島県松茂町長（* 1929年?）[54]
- 11月13日 - エンゾ・マイオルカ、イタリアのフリーダイバー（* 1931年）[55]
- 11月13日 - 水谷美彦、日本の実業家、元東邦ガス副社長、元東邦不動産社長（* 1934年?）[56]
- 11月13日 - レオン・ラッセル、アメリカ合衆国のシンガーソングライター（* 1942年）[57]
- 11月14日 - 原口清、日本の歴史学者、名城大学名誉教授（* 1922年）[58]
- 11月14日 - 佐藤智、日本の医師、日本在宅医学会顧問（* 1924年）[59]
- 11月14日 - 関英夫、日本の官僚、元労働事務次官（* 1927年）[60]
- 11月14日 - 高井研一郎、日本の漫画家（* 1937年）[61]
- 11月14日 - 五島正規、日本の政治家、元衆議院議員【日本社会党・旧民主党・民主党所属】（* 1939年）[62]
- 11月14日 - 井上勲、日本の歴史学者、学習院大学名誉教授（* 1940年）[63]
- 11月14日 - デイビット・マンカソ（英語版）、アメリカ合衆国のディスクジョッキー（* 1944年）[64]
- 11月15日 - 藤原てい、日本の作家（* 1918年）[65]
- 11月15日 - 西原宏、日本の物理学者、京都大学名誉教授（* 1922年）[66]
- 11月15日 - モーズ・アリソン、アメリカ合衆国のジャズ音楽家（* 1927年）[67]
- 11月15日 - 松井春満、日本の教育学者、奈良女子大学名誉教授（* 1932年）[68]
- 11月15日 - 板倉宇三郎、日本の政治家、元兵庫県八千代町長（* 1934年?）[69]
- 11月15日 - 武田武弘、日本の漆工芸作家 （* 1935年）[70]
- 11月15日 - アキ・ヒンツァ、フィンランドの医師、F1レーシングチーム・マクラーレンの元チームドクター（* 1958年）[71]
- 11月15日 - 雨宮まみ、日本のAVライター、作家（* 1976年）[72]

## (16日 - 30日)

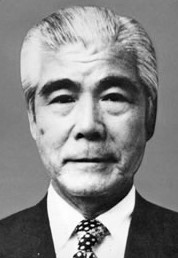
奥野誠亮／11月16日没

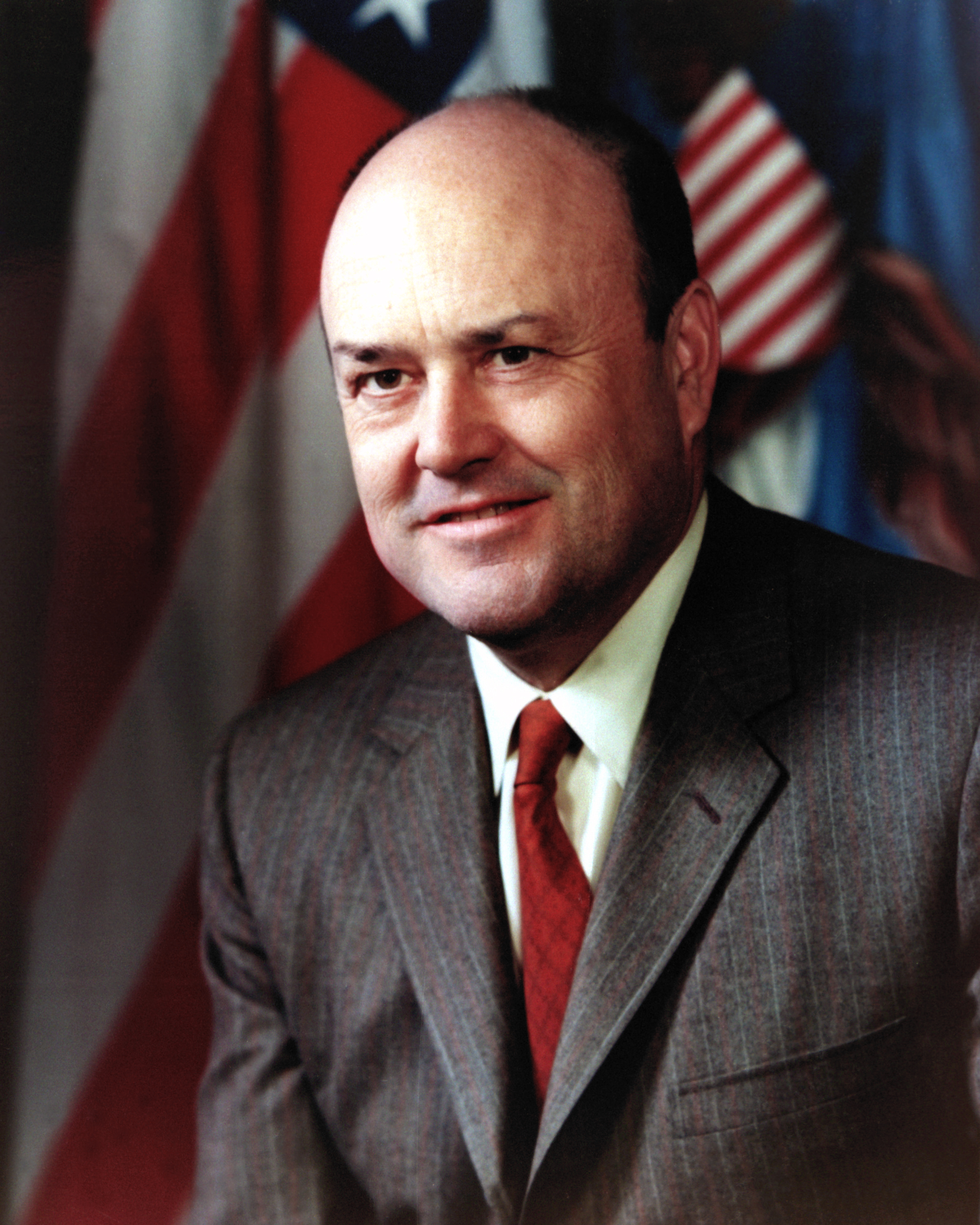
メルビン・レアード／11月16日没

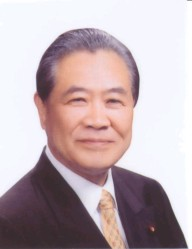
倉田雅年／11月21日没

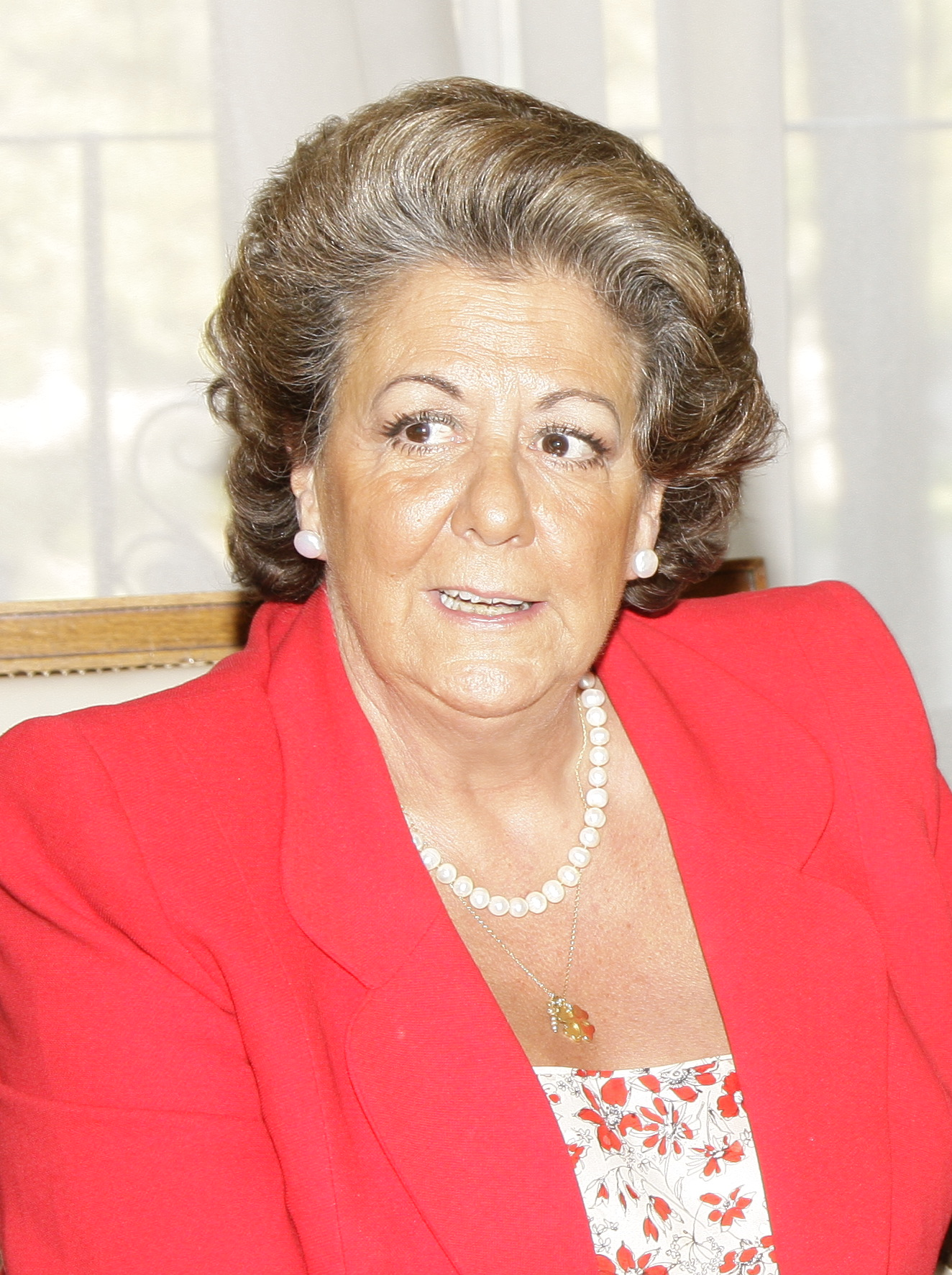
リタ・バルベラ／11月23日没

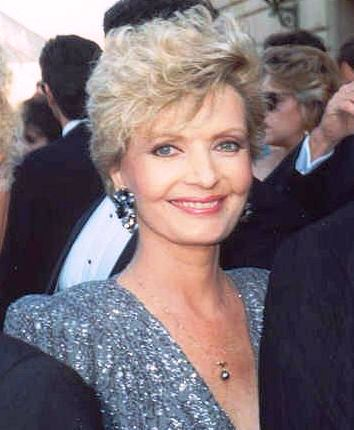
フローレンス・ヘンダーソン／11月24日没

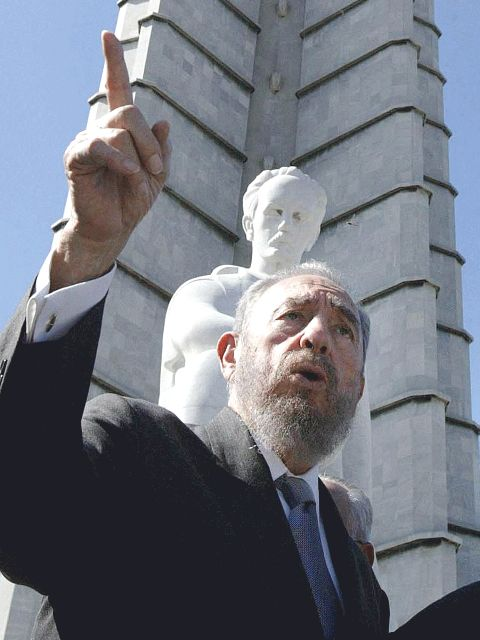
フィデル・カストロ／11月25日没

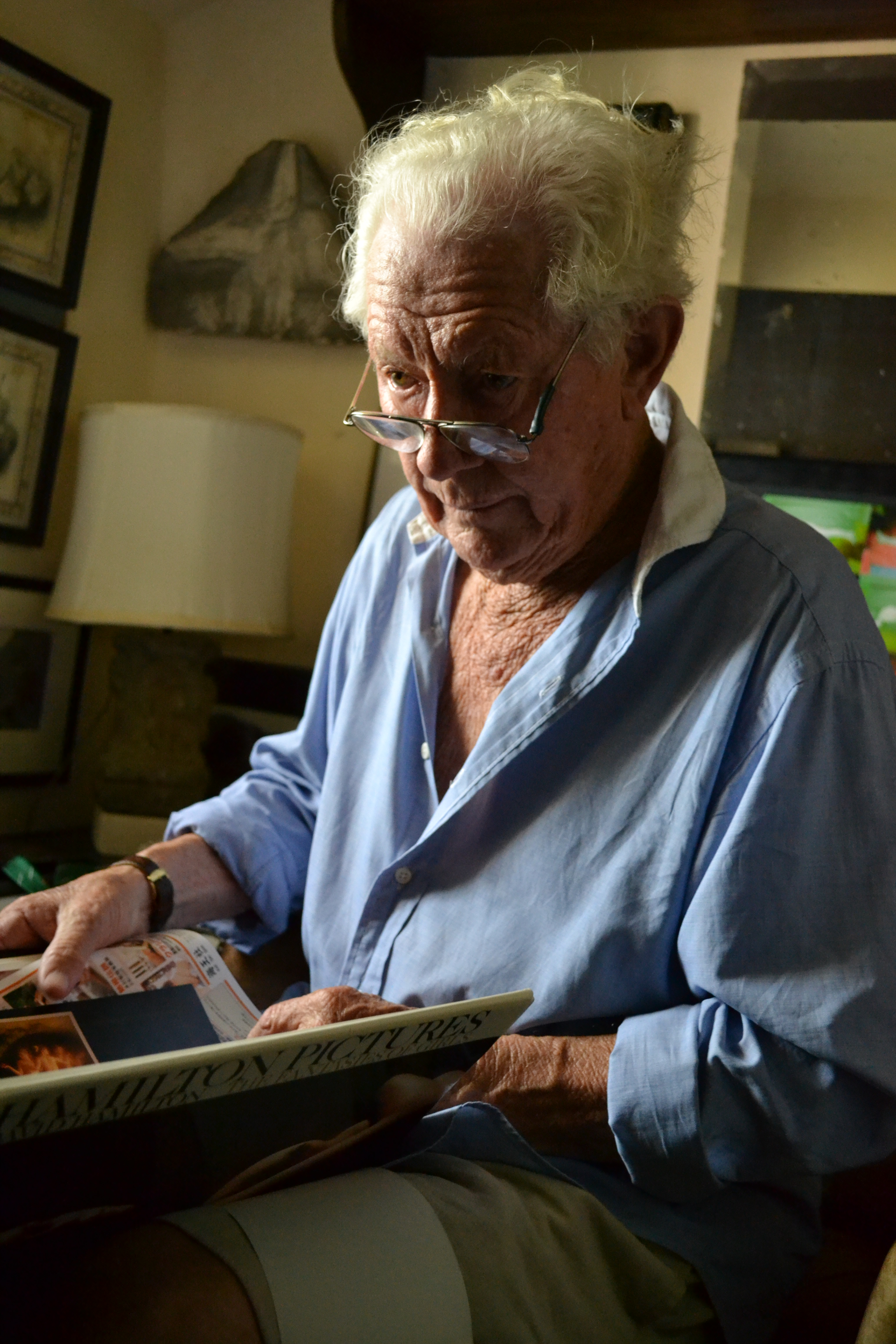
デイヴィッド・ハミルトン／11月25日没

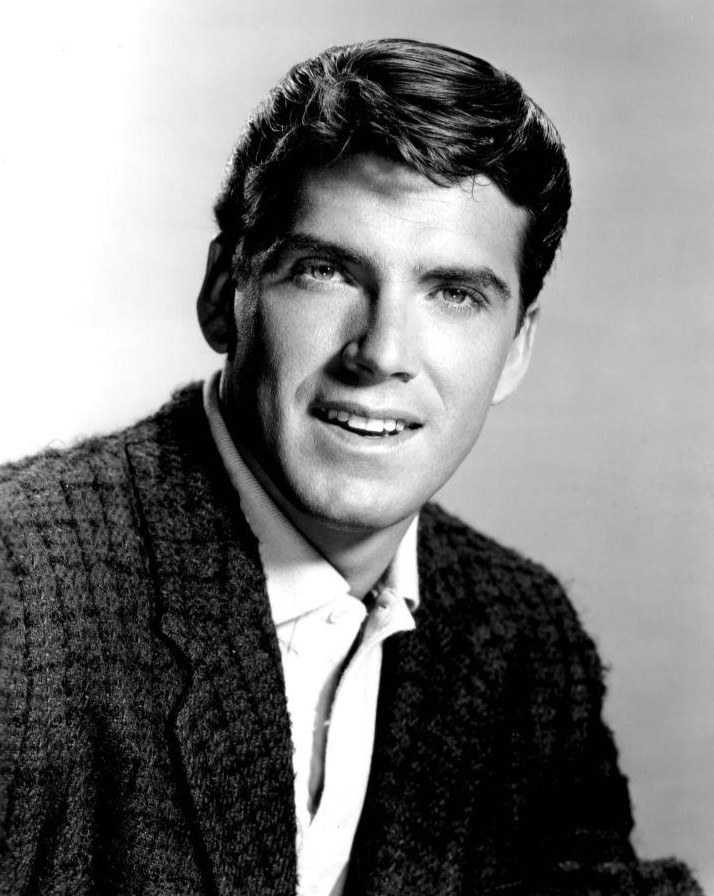
ヴァン・ウィリアムズ／11月28日没

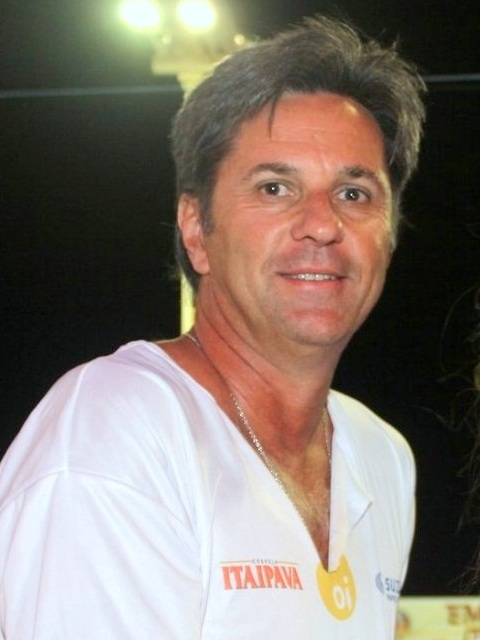
カイオ・ジュニオール／11月28日没

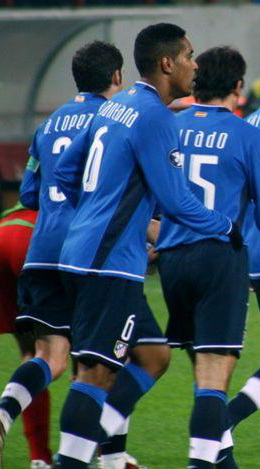
クレーベル・サンタナ・ロウレイロ／11月28日没

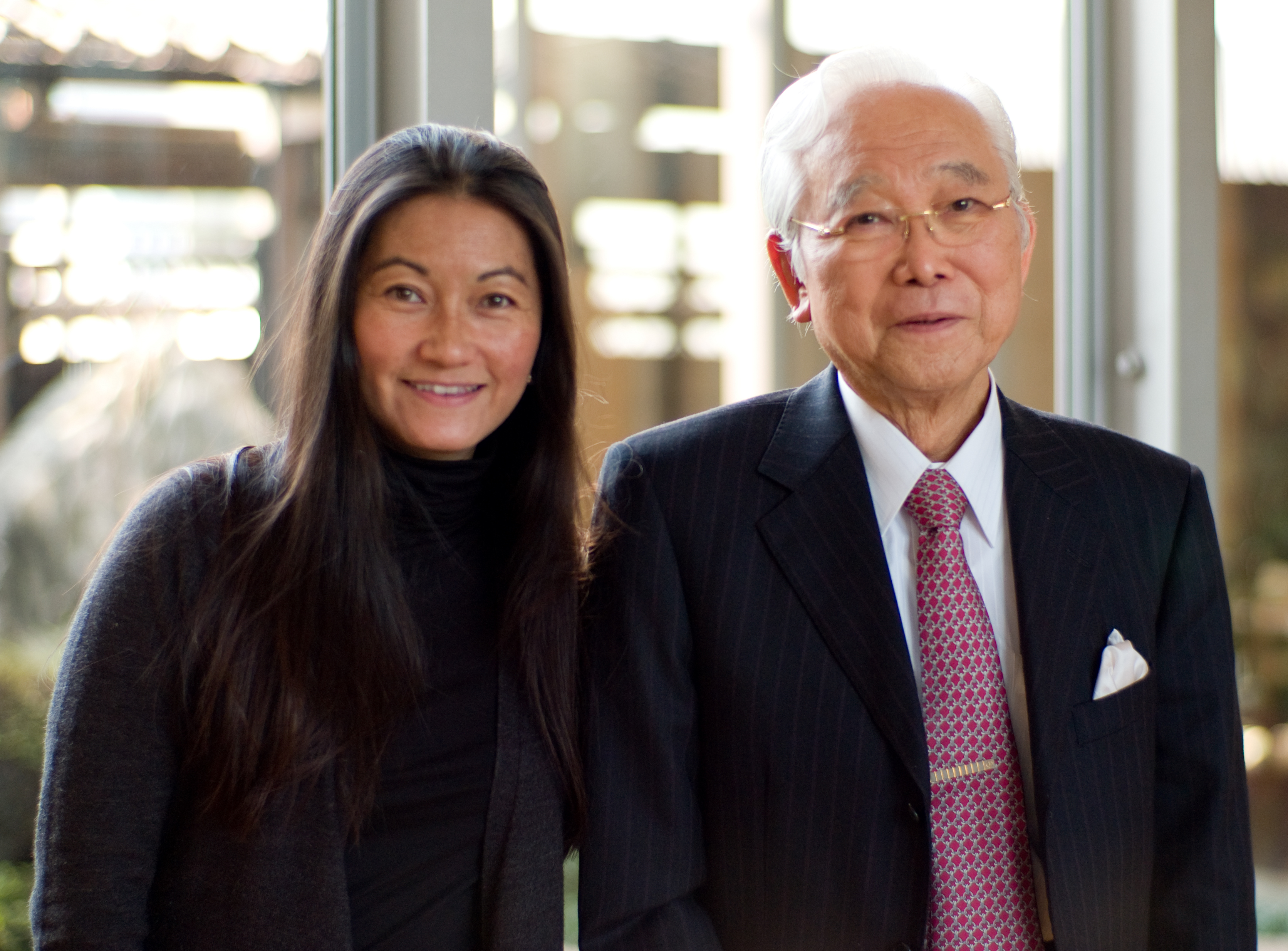
小笠原敏晶（右）／11月30日没

- 11月16日 - 奥野誠亮、日本の政治家、元自由民主党衆議院議員、第95代文部大臣、第39代法務大臣、第16代国土庁長官（* 1913年）[73]
- 11月16日 - メルビン・レアード、アメリカ合衆国の政治家、第10代国防長官（* 1922年）[74]
- 11月16日 - 佐藤一夫、日本の政治家、東京都国立市長（* 1947年）[75]
- 11月17日 - 武田誠、日本の政治家、元宮城県蔵王町長（* 1927年?）[76]
- 11月17日 - 飯塚二郎、日本の映画監督（* 1931年）[77]
- 11月17日 - 北林肇、日本の政治家、元大津市議会議長（* 1940年）[78]
- 11月17日 - 下地亜記子、日本の作詞家（* 1943年）[79]
- 11月18日 - 木本三次、日本のプロゴルファー、日本プロゴルフ協会相談役（* 1928年）[80]
- 11月18日 - 六車襄二、日本の実業家、元大建工業社長（* 1932年?）[81]
- 11月19日 - 竹内芳郎、日本の哲学者、元国学院大学教授（* 1924年）[82]
- 11月19日 - 金泰九、韓国出身の元ハンセン病国賠訴訟原告（* 1926年）[83]
- 11月19日 - 高橋清祐、日本の演出家、劇団民藝所属（* 1932年）[84]
- 11月19日 - 稲葉京子、日本の歌人（* 1933年）[85]
- 11月20日 - 三浦康照、日本の作詞家（* 1926年?）[86]
- 11月20日 - ウィリアム・トレヴァー、アイルランドの小説家（* 1928年）[87]
- 11月20日 - 滝沢貞夫、日本の国文学者、信州大学名誉教授（* 1934年）[88]
- 11月20日 - 小寺平治、日本の教育学者、数学者、愛知教育大学名誉教授（* 1940年）[89]
- 11月20日 - 島田伸也、日本のプロ野球選手、競輪選手（* 1945年）
- 11月21日 - もりたなるお、日本の作家、漫画家（* 1926年）[90]
- 11月21日 - 倉田雅年、日本の政治家、弁護士、元自由民主党衆議院議員（* 1939年）[91]
- 11月21日 - 内田繁、日本のインテリアデザイナー（* 1943年）[92]
- 11月22日 - 宮部義一、日本の実業家、元三菱樹脂社長（* 1928年）[93]
- 11月22日 - 与座朝惟、日本の俳優（* 1935年?）[94]
- 11月22日 - 田口正幸、日本の実業家、元ダイドーリミテッド社長（* 1957年）[95]
- 11月22日 - クレイグ・ギル（英語版）、イギリスのドラマー、ロックバンドインスパイラル・カーペッツ所属（* 1971年）[96]
- 11月23日 - ラルフ・ブランカ（英語版）、アメリカ合衆国の元プロ野球選手【ブルックリン・ドジャース所属】（* 1926年）[97]
- 11月23日 - 臼井正明、日本の俳優、声優（* 1928年）[98]
- 11月23日 - 大木道則、日本の化学者、東京大学名誉教授（* 1928年）[99]
- 11月23日 - 米倉利昭、日本の民俗学者、佐賀大学名誉教授、元長崎純心大学教授（* 1930年）[100]
- 11月23日 - アンドリュー・サックス（英語版）、イギリスの俳優（* 1930年）[101]
- 11月23日 - 横地貞、日本の陸上自衛官、第22代西部方面総監（* 1936年）[102]
- 11月23日 - リタ・バルベラ、スペインの政治家、スペイン国会上院議員、元バレンシア州議会議員・バレンシア市長（* 1948年）[103]
- 11月24日 - デービッド・フェリス（英語版）、アメリカ合衆国の元プロ野球選手、ボストン・レッドソックス所属（* 1921年）[104]
- 11月24日 - 小泉敏夫、日本の元北方領土島民、前千島歯舞諸島居住者連盟理事長（* 1923年）[105]
- 11月24日 - 中山和久、日本の法学者、早稲田大学名誉教授（* 1930年）[106]
- 11月24日 - フローレンス・ヘンダーソン、アメリカ合衆国の女優（* 1934年）[107]
- 11月24日 - 新沼椿渓、日本の茶道家（* 1942年?）[108]
- 11月24日 - 原田治、日本のイラストレーター（* 1946年）[109]
- 11月24日 - 酒井昌也、日本の実業家、エスケーアイ社長（* 1955年）[110]
- 11月25日 - フィデル・カストロ、キューバの政治家、革命家、軍人、弁護士（* 1926年）[111]
- 11月25日 - 宗像和（wikidata）、日本の作曲家（* 1928年）[112]
- 11月25日 - デイヴィッド・ハミルトン、イギリスの写真家、映画監督（* 1933年）[113]
- 11月26日 - 渋谷武、日本の政治学者、新潟大学名誉教授（* 1925年）[114]
- 11月26日 - 伊藤一雄、日本の実業家、元エフエム秋田社長（* 1926年?）[115]
- 11月26日 - 島田章三、日本の洋画家、元愛知県立芸術大学学長（* 1933年）[116]
- 11月26日 - 大石哲司、日本の政治家、元静岡県榛原町長（* 1939年）[117]
- 11月26日 - 藤城裕士、日本の俳優、声優（* 1940年）[118]
- 11月26日 - ロン・グラス（英語版）、アメリカ合衆国の俳優（* 1945年）[119]
- 11月27日 - 太田富雄、日本の脳神経外科医、大阪医科大学名誉教授（* 1931年）
- 11月27日 - 正林克記、日本の実業家、長崎原爆遺族会会長（* 1939年）[120]
- 11月27日 - 糠谷真平、日本の官僚、元経済企画事務次官（* 1941年）[121]
- 11月28日 - 有可洋典、日本の政治家、元岡山県議会議長（* 1933年?）[122]
- 11月28日 - ヴァン・ウィリアムズ、アメリカ合衆国の俳優（* 1934年）[123]
- 11月28日 - 永源遙、日本の元プロレスラー、大相撲力士（* 1946年）[124]
- 11月28日 - 水久保美千男、日本の長距離走選手、九州実業団陸上競技連盟事務局長（* 1955年）[125]
- 11月28日（ラミア航空2933便墜落事故による犠牲者）
  - マリオ・セルジオ・ポンテス・デ・パイバ（英語版）、ブラジルの元サッカー選手、FOXスポーツサッカー解説者、元同国代表（* 1950年）[126]
  - カイオ・ジュニオール、ブラジルの元サッカー選手、サッカー指導者、アソシアソン・シャペコエンセ・ジ・フチボウ監督（* 1965年）[127]
  - クレーベル・サンタナ・ロウレイロ、ブラジルのサッカー選手、シャペコエンセ所属（* 1981年）[127]
  - ブルーノ・ランゲル・ドミンゲス（英語版）、ブラジルのサッカー選手、シャペコエンセ所属（* 1981年）[128]
  - エヴェルトン・ケンペス・ドス・サントス・ゴンサウベス、ブラジルのサッカー選手、シャペコエンセ所属（* 1982年）[127]
  - フィリペ・マチャド（英語版）、ブラジルのサッカー選手、シャペコエンセ所属（* 1984年）[128][129]
  - マルコス・ダニーロ・パジーリャ、ブラジルのサッカー選手、シャペコエンセ所属（* 1985年）[130]
  - ウィリアン・チエゴ・ジ・ジェズス、ブラジルのサッカー選手、シャペコエンセ所属（* 1986年）[127]
  - ジョジマール・ロサード・ダ・シルバ・タバレス（英語版）、ブラジルのサッカー選手、シャペコエンセ所属（* 1986年）[128]
  - ホセ・ギルデクソン・クレメンテ・デ・パイヴァ（英語版）、ブラジルのサッカー選手、シャペコエンセ所属（* 1987年）[128]
  - アナニア・エロイ・カストロ・モンテイロ（英語版）、ブラジルのサッカー選手（* 1989年）[128]
  - セルジオ・マノエル・バルボサ・サントス（英語版）、ブラジルのサッカー選手、シャペコエンセ所属（* 1989年）[128]
  - ルーカス・ゴメス・ダ・シルバ、ブラジルのサッカー選手、シャペコエンセ所属（* 1990年）[128]
  - デネル・アスンソン・ブラス、ブラジルのサッカー選手、シャペコエンセ所属（* 1991年）[128]
  - マルセロ・アウグスト・マティアス・ダ・シルバ（英語版）、ブラジルのサッカー選手、シャペコエンセ所属（* 1991年）[128]
  - アルトゥール・ブラジリアーノ・マイア、ブラジルのサッカー選手、シャペコエンセ所属（* 1992年）[127]
  - アイウトン・セザール・ジュニオール・アルベス・ダ・シルバ（英語版）、ブラジルのサッカー選手、シャペコエンセ所属（1994年）[128]
  - マット・ルセナ・ドス・サントス（英語版）、ブラジルのサッカー選手、シャペコエンセ所属（* 1994年）[128]
  - ティアゴ・ダ・ロシャ・ヴィエイラ・アウベス（英語版）（* 1994年）[128]
  - マテウス・ビテンクール・ダ・シルバ（英語版）、ブラジルのサッカー選手、シャペコエンセ所属（* 1995年）[128][129]
  - ギジェルモ・ヒメネス・ソウザ（英語版）、ブラジルのサッカー選手、シャペコエンセ所属（* 1995年）[128]
- 11月29日 - 小川宏、日本のアナウンサー、司会者、元NHKアナウンサー（* 1926年）[131]
- 11月29日 - 時枝正昭、日本の政治家、元大分県宇佐市長（* 1934年）[132]
- 11月29日 - 若柳東穂、日本の日本舞踊家（* 1937年?）[133]
- 11月29日 - チャンス青木、日本のお笑い芸人、漫才協会理事（* 1943年か1944年）[134]
- 11月29日 - 保巌、日本の武道家、全日本少林寺流空手道連盟錬心舘宗家（* 1948年）[135][136]
- 11月30日 - アリス・ドラモンド、アメリカ合衆国の女優（* 1928年）[137]
- 11月30日 - 小笠原敏晶、日本の実業家、投資家、ジャパンタイムズ名誉会長、ニフコ創業者（* 1931年）[138]
- 11月30日 - 朝本浩文、日本の音楽プロデューサー（* 1963年）[139]